# Kate Mulgrewová
Katherine „Kate“ Kiernanová Mulgrewová (* 29. dubna 1955 Dubuque, Iowa) je americká herečka. Je známá rolemi kapitána Kathryn Janewayové v seriálu Star Trek: Vesmírná loď Voyager a Mary Ryanové v mýdlové opeře Ryan's Hope.

## Mládí
Narodila se v roce 1955 do rodiny podnikatele Thomase Jamese Mulgrewa II a jeho manželky Joany Virginie rozené Kiernanové, malířky a umělkyně, jako druhé nejstarší dítě (a zároveň nejstarší dcera) z osmi sourozenců. Navštěvovala Wahlert High School v Dubuque, v 17 letech byla přijata na Stella Adler Conservatory of Acting a na New York University. Z ní odešla již po prvním roce, aby se mohla plně věnovat herectví.

## Kariéra
Poprvé pronikla do povědomí amerických diváků rolí Mary Ryanové v mýdlové opeře Ryan's Hope (1975), kterou hrála dva roky. Mulgrewová sama seriál popsala jako dobrý způsob, jak si při hraní v divadle vydělat na nájem. Tam také zaujala producenty z Universal TV, kteří připravovali seriál Mrs. Columbo (1979–1980), spin-off úspěšného seriálu o detektivu Columbovi, kde ztvárnila hlavní postavu Kate Columbové. Mrs. Columbo však úspěchu nedosáhla a po jedné odvysílané řadě byla zrušena.
Během 80. let hostovala v několika populárních seriálech jako To je vražda, napsala nebo Na zdraví, hrála ve více či méně známých filmech a objevila se v minisérii Manionové v Americe po boku Pierce Brosnana. V roce 1995 byla obsazena do hlavní role kapitána Janewayové ve sci-fi seriálu Star Trek: Vesmírná loď Voyager poté, co její původní představitelka Geneviève Bujoldová po prvních dvou dnech natáčení tuto práci odmítla jako příliš náročnou. Mulgrewová za tuto roli, ve které setrvala do roku 2001, získala v roce 1998 cenu Saturn. Jako viceadmirál Janewayová se v cameo roli objevila též ve snímku Star Trek: Nemesis (2002). Od roku 2021 působí v animovaném seriálu Star Trek: Fenomén, v němž namluvila postavu holografického poradce s podobou Janewayové i samotnou viceadmirálku Janewayovou.
Po sedmi letech strávených na vesmírné lodi se vrátila k divadlu, nejprve s úspěšnou hrou Tea at Five, pojednávající o herečce Katharine Hepburnové. Po třech letech produkci opustila a od té doby se objevila například v broadwayské inscenaci Equus s Danielem Radcliffem. Nadále se objevuje i ve filmech a seriálech, např. v letech 2009 a 2010 hrála v seriálu Nemocnice Mercy.

## Osobní život
Narodila se do katolické rodiny irského původu. V roce 1982 se provdala za Roberta H. Egana, se kterým má dva syny, Iana Thomase a Alexandera Jamese. V roce 1993 se rozhodla od manžela odejít a do ukončení rozvodu v roce 1995 žili odděleně. Na jaře roku 1999 se znovu provdala za demokratického politika Tima Hagana, se kterým žije dodnes.
Velmi se angažuje v nadacích a sbírkách na výzkum léčby Alzheimerovy choroby (na beneficích nebo prostřednictvím aukcí na serveru eBay), která byla na sklonku devadesátých let prokázána u její matky, jež jí v 78 letech podlehla. Je rovněž velmi zainteresována v otázce holokaustu a při návštěvě Prahy v září 2011 si vyžádala návštěvu památníku v Terezíně, který na ni velmi zapůsobil.